# NGC 1357
NGC 1357 ist eine Spiralgalaxie mit aktivem Galaxienkern vom Hubble-Typ Sab im Sternbild Eridanus am Südsternhimmel. Sie ist schätzungsweise 87 Millionen Lichtjahre von der Milchstraße entfernt und hat einen Durchmesser von etwa 85.000 Lj.
Das Objekt wurde am 1. Februar 1785 vom deutsch-britischen Astronomen William Herschel entdeckt.